# Barytatocephalus rossicus
Barytatocephalus rossicus là một loài tò vò trong họ Ichneumonidae.